# شهریارک شکم‌بلوطی
شهریارک شکم‌بلوطی (نام علمی: Monarcha castaneiventris) نام یک گونه از سرده شهریارک‌های اصلی است.